# Philippe Lafontaine
Philippe Lafontaine (* 24. Mai 1955 in Gosselies) ist ein belgischer Sänger und Komponist. Er ist geboren in Gosselies, das 1977 in die Stadt Charleroi (französischer Teil Belgiens) eingemeindet worden ist.

## Hintergrund
Er vertrat Belgien beim Eurovision Song Contest 1990 mit dem Lied Macédomienne (‚Mein mazedonisches Mädchen‘). Er erreichte den 12. Platz von 21 Liedern.

## Diskografie

### Alben
| Jahr | Titel                 | Höchstplatzierung, Gesamtwochen, AuszeichnungChartsChartplatzierungen (Jahr, Titel, Platzierungen, Wochen, Auszeichnungen, Anmerkungen) | Anmerkungen |
| Jahr | Titel                 | BEW | Anmerkungen |
| ---- | --------------------- | --- | ----------- |
| 1995 | Folklores imaginaires | BEW22 (9 Wo.)BEW |             |
| 1997 | Attitudes             | BEW49 (1 Wo.)BEW | Kompilation |
| 1998 | Pour toujours         | BEW25 (9 Wo.)BEW |             |
| 2003 | De l’autre rive       | BEW45 (14 Wo.)BEW |             |
| 2004 | 14+5=(Best Of)        | BEW38 (25 Wo.)BEW |             |

Weitere Alben
- 1978: Où…?
- 1981: Pourvu que ça roule
- 1987: Charmez (FR: Gold)
- 1988: Affaire (à suivre)
- 1989: Fa Ma No Ni Ma
- 1992: Machine à larmes
- 1994: D’ici
- 1999: Fond de scène (Live)

### Singles (Auswahl)
| Jahr | Titel Album                 | Höchstplatzierung, Gesamtwochen, AuszeichnungChartplatzierungen (Jahr, Titel, Album, Platzierungen, Wochen, Auszeichnungen, Anmerkungen) | Höchstplatzierung, Gesamtwochen, AuszeichnungChartplatzierungen (Jahr, Titel, Album, Platzierungen, Wochen, Auszeichnungen, Anmerkungen) | Höchstplatzierung, Gesamtwochen, AuszeichnungChartplatzierungen (Jahr, Titel, Album, Platzierungen, Wochen, Auszeichnungen, Anmerkungen) | Anmerkungen | [↑]: gemeinsam behandelt mit vorhergehendem Eintrag; [←]: in beiden Charts platziert |
| Jahr | Titel Album                 | FR | BEF | BEW | Anmerkungen |                                                                                      |
| ---- | --------------------------- | --- | --- | --- | ----------- | ------------------------------------------------------------------------------------ |
| 1989 | Cœur de loup Fa Ma No Ni Ma | FR1 Gold · (20 Wo.)FR | BEF44 (2 Wo.)BEF [BEW: ←] | BEF44 (2 Wo.)BEF [BEW: ←] |             |                                                                                      |
| 1990 | Alexis m’attend –           | FR19 (10 Wo.)FR | —[BEW: ↑] | —[BEW: ↑] |             |                                                                                      |